# 澳門巴士101X路線
澳門巴士101X路線是由澳巴經營，往返港珠澳大橋和亞馬喇前地的巴士路線。

## 簡介及歷史
- 2018年10月24日，配合港珠澳大橋通車，本線開設，往返港珠澳大橋和澳門市區。[1]

- 2018年11月7日，新增停靠「海上居」站。[2]

- 2019年1月26日，新增停靠「青洲／嘉應花園」、「林茂／信譽灣畔」、「林茂／澳門遊艇會」站，並調整班距。[3]

- 2019年3月9日，新增停靠「青洲／聖德蘭學校」站。

- 2019年4月6日，為配合“內港北雨水泵站箱涵渠建造工程”，暫不停靠“十六浦”站。

- 2019年7月27日起，多個巴士站開始改名：
  - “水上街市”站改名為“沙梨頭街市”。
  - “第二警司處”站改名為“北區警司處”。

- 2019年7月31日，熱帶風暴韋帕襲澳，於14:00發出八號風球，由於港珠澳大橋穿梭巴士沒有停駛，因此本線在此期間沒有停駛。

- 2019年8月31日起，“內港北雨水泵站箱涵渠建造工程”完工，本線恢復原線停靠。

- 2020年3月28日起，因應嚴重特殊傳染性肺炎防疫措施，本線調整班距。由現時15-30分鐘調整至60分鐘，直至另行通知。[4]

- 2020年6月18日起，因應往返港珠澳大橋澳門口岸客況需求增加，本線調整班距。07:00-10:00、15:00-20:00之班距調整至30分鐘；其餘時段班距維持60分鐘。[5]

- 2020年7月3日起，本線再次調整班距。07:00-10:00之班距調整至20分鐘；10:00-20:00之班距調整至30分鐘；其餘時段班距維持60分鐘。[6]

- 2020年7月6日至24日，因應往返港珠澳大橋澳門口岸客況需求增加，於08:00-11:00、14:00-19:00期間開設特班車往返關閘廣場東側重型客車停泊區及港珠澳大橋澳門口岸。[7][8]

- 2022年5月28日起，「筷子基社屋」站更名為「俾若翰街／綠楊花園」站。[9]

- 2022年7月11日至17日，因實施「全澳相對靜止管理」措施，本線暫停營運。[10]

- 2022年7月18日至22日，因宣佈延長“相對靜止管理”措施，本線維持上述措施。[11]

- 2022年7月23日起，因“相對靜止管理”結束，本線恢復營運。[12]

- 2022年8月3日18:00起，配合珠澳口岸調整並放寬通關安排，同時因拱北口岸舊廳封閉進行消防改造，新廳正在安裝設備，本線增設特別班次，往返關閘及港珠澳大橋。[13][14][15][16]

- 2023年4月29日至5月1日，因應“五．一黃金周」將至，本線增設特班車服務，直達往返港珠澳大橋至亞馬喇前地。[17]

- 2023年6月10日，調整不同時段之班次。[18]

- 2023年7月3日起，為理順和明確巴士站名稱，“新馬路／永亨”站改名為“新馬路／華僑”。[19]

- 2023年8月26日起，調整不同時段之班次，其中高峰時段及節假日適當增加班次。[20]

## 本線特色
- 本線為澳門首條24小時營運的公共巴士路線。
- 本線為新時代併入澳巴後首條新開設的巴士路線。
- 本線夜間班次（00:00-06:00），在交通事務局電腦系統中被稱為N101路線。[21]澳巴內部系統及個案跟進中亦會歸類為N101路線。[22]

## 使用車輛
- 宇通ZK6115HG1
- 宇通ZK6118HGE
- 宇通ZK6128HGE
- 中通LCK6113SHEVG
- 蘇州金龍KLQ6116GHEV
- 宇通ZK6105HG

### 特見
- 2019年春節及國慶期間，曾派出宇通ZK6128HNGE。

## 電牌
| 往港珠澳大橋方向 | 往港珠澳大橋方向            | 往港珠澳大橋方向 | 往港珠澳大橋方向 |
| 日期             | 頭牌                        | 圖例             |                  |
| ---------------- | --------------------------- | ---------------- | ---------------- |
| 正式營運前       | 港珠澳大橋邊檢大樓          |                  |                  |
| 開線至今         | 港珠澳大橋                  |                  |                  |
| 往中區方向       |                             |                  |                  |
| 日期             | 頭牌                        | 圖例             |                  |
| 開線至今         | 亞馬喇前地                  |                  |                  |
| 2023年6月10日起  | 經新馬路、葡京 （轉頁顯示） |                  |                  |

## 路線資料

### 收費
| 收費類別     | 收費類別                      | 收費類別             | 費用 |
| ------------ | ----------------------------- | -------------------- | ---- |
| 現金         | 現金                          | 現金                 | $6.0 |
| 境外支付工具 | 支付寶（內地及香港）          | 支付寶（內地及香港） | $6.0 |
| 境外支付工具 | 雲閃付 非綁定澳門銀聯卡       |                      | $6.0 |
| 境外支付工具 | 微信支付（內地及香港）        |                      | $6.0 |
| 境外支付工具 | 交通聯合 非澳門發行的全國通卡 |                      | $6.0 |
| 境內支付工具 | 澳門通                        | 全民卡               | $4.0 |
| 境內支付工具 | 澳門通                        | 學生卡               | $2.0 |
| 境內支付工具 | 澳門通                        | 長者卡               | 免費 |
| 境內支付工具 | 澳門通                        | 殘疾卡               | 免費 |
| 境內支付工具 | 聚易用＋                      | 聚易用＋             | $4.0 |

### 服務時間及班距
| 服務時間                     | 服務時間           | 星期一至五 | 例假日 （含公眾假期） |
| ---------------------------- | ------------------ | ---------- | --------------------- |
| 港珠澳大橋邊檢大樓           | 港珠澳大橋邊檢大樓 | 24小時     | 24小時                |
| 班距                         | 00:00-01:00        | 10-15分鐘  | 10-15分鐘             |
| 班距                         | 01:00-06:00        | 25-30分鐘  | 25-30分鐘             |
| 班距                         | 06:00-10:00        | 8-12分鐘   | 8-12分鐘              |
| 班距                         | 10:00-23:00        | 8-15分鐘   | 6-10分鐘              |
| 班距                         | 23:00-23:50        | 8-15分鐘   | 10-15分鐘             |
| 懸掛8號風球後1小時開出尾班車 |                    |            |                       |

### 路線停站
| 101X | 港珠澳大橋 ↺ 亞馬喇前地 | 港珠澳大橋 ↺ 亞馬喇前地 | 港珠澳大橋 ↺ 亞馬喇前地 |
| 序號 | 循環線                  | 循環線                  | 循環線                  |
| 序號 | 站號                    | 站名                    | 出入境口岸              |
| 1    | M800/8                  | 港珠澳大橋邊檢大樓      | 港珠澳大橋澳門邊檢大樓  |
| 2    | M247                    | 海上居                  |                         |
| 3    | M225                    | 看台街／騎士馬路        |                         |
| 4    | M12                     | 北區警司處              |                         |
| 5    | M21/1                   | 青洲／嘉應花園          |                         |
| 6    | M102                    | 船澳街                  |                         |
| 7    | M126                    | 林茂／信譽灣畔          |                         |
| 8    | M127                    | 海邊新街                |                         |
| 9    | M125                    | 栢港停車場              |                         |
| 10   | M135/1                  | 新馬路／大豐            |                         |
| 11   | M170/2                  | 殷皇子馬路              |                         |
| 12   | M172/1                  | 亞馬喇前地              |                         |
| 13   | M171/2                  | 中區／殷皇子馬路        |                         |
| 14   | M134                    | 新馬路／華僑            |                         |
| 15   | M132/1                  | 十六浦                  |                         |
| 16   | M129                    | 沙梨頭街市              |                         |
| 17   | M128                    | 林茂／澳門遊艇會        |                         |
| 18   | M108/1                  | 俾若翰街／綠楊花園      |                         |
| 19   | M22                     | 青洲／聖德蘭學校        |                         |
| 20   | M10/1                   | 台山街市                |                         |
| 21   | M8/2                    | 巴波沙大馬路            |                         |
| 22   | M800/8                  | 港珠澳大橋邊檢大樓      | 港珠澳大橋澳门邊檢大樓  |

## 本線分流路線

### 101X特班車（第一代）
- 澳門巴士101X特班車（已取消）

### 101X特班車（第二代）
- 澳門巴士101路線（已取消）

### 101X特班車（第三代）
- 澳門巴士101XS路線

## 客量
- 雖然本線較為迂迴，但班次頻密，且同時途經居民區、遊客區，本線自開線起就深受乘客歡迎，客量非常龐大，港澳長假期時更需派出大量車輛支援。
- 然而好景不常，自疫情起因港澳兩地「封關」，本線便失去絕大部分過境旅客，只剩下少量本地乘客或大橋人工島的職員乘坐。
- 自2023年1月8日起，澳門放寬所有防疫政策，由香港入境澳門無需出示任何COVID-19檢測證明；2023年春節期間，港珠澳大橋澳門邊檢大樓入境人次連續多天超越關閘[23]。1月24日上午，位於邊檢大樓地面層的巴士總站大排長龍，有近百名乘客排隊等侯乘坐本線，有澳巴職員讓排隊的乘客提前投幣或拍卡，加快上車速度。[24]

## 爭議

### 開通初期 兩條路線不足以往返港珠澳大橋需求
- 港珠澳大橋開通初期，由於只設置101X、102X兩條路線前往澳門市區，指示方面不清晰，而乘客主要集中乘坐101X路線前往北區、沙梨頭、新馬路，有不少居民反映搭車難，即使在節假日巴士公司配車由10部增至20部，乘客仍稱更等候了一小時以上都乘搭不了巴士。質疑為何不開設短線，並形容101X路線迂迴，安排亂七八槽。[25] 本線車程方面由大橋澳門口岸到新馬路，由於遇上交通擠塞情況要花近40分鐘才能到達市中心，乘車更比乘高速船的時間更長；時任澳門立法會直選議員區錦新表示，澳門特區政府對大橋通車安排準備不足，去測試所有硬件的應用是否順暢及有足夠配套，結果大橋開通後，隨即造成附近道路嚴重擠塞的情況。[26]

- 2023年4月14日，傳新澳門協會理事長兼澳門立法會直選議員林宇滔批評新城A區與大橋澳門口岸道路規劃情況混亂外，又批評大橋澳門口岸只有本線與另一條往返大橋澳門口岸的巴士路線往返，但走線迂迴加上乘坐時間到目的地或大橋澳門口岸甚至比港珠澳大橋穿梭巴士（金巴）車程更長，在每逢節假日繁忙時段都需大排長龍，不少居民投訴要坐近一小時才能到人工島口岸。他指出預期隨著大橋澳門口岸的使用人流不斷增加，但政府一直不增加或優化人工島的巴士路線，其公共交通情況只會越趨惡化。[27]

- 2024年1月，隨著粵港澳恢復正常通關往來一周年，有報章來論建議優化本線並進行分拆，以滿足北區及市中心往來港珠澳大橋澳門邊檢大樓的需求。其中建議一就是將路線分拆為兩條路線，第一條路線由筷子基或青洲開出，途經台山及關閘一帶往返大橋澳門口岸；另一條路線則由亞馬喇前地出發，途經新馬路、十六浦，如有條件則進入連勝馬路、鏡湖醫院、高士德的某些站點，然後到大橋口岸。建議二就是將營運方式調整，前往口岸路程建議「只上不下」，而從口岸開出的巴士就「只下不上」。建議三就是將長者及殘疾優惠剔除快線或專線巴士優惠，實施有限度酌情收費，令社會整體要有意識，不同情況下，我們就該善用不同資源。從本線案例，是建議相關部門先由快線巴士著手，再逐步修正其他路線，清釋定義好A類、B類及C類路線巴士分別擔當的角色，巴士這項公交服務才會慢慢發揮更大作用[28]。

## 趣事
- 自本線開設以來，各新聞媒體、政府部門多次寫錯本線編號，當中，澳門日報曾在3月27日發佈的兩則貼文中，將本線編號分別寫錯成101及110X路線。[29]